# هرمان يوليوس كولبي
هرمان يوليوس كولبي (بالألمانية: Hermann Julius Kolbe)‏ هو عالم حشرات ألماني، ولد في 2 يونيو 1855 في هاله في ألمانيا، وتوفي في 26 نوفمبر 1939 في ليشترفيلد في ألمانيا.